# Philippe Mexès
Philippe Mexès (nascut el 30 de març de 1982), és un exfutbolista professional francès que jugava com a defensa central.
Va destacar als equips italians AS Roma, AC Milan de la Serie A i a l'equip nacional francès.